# Balogunyom
Balogunyom là một thị trấn thuộc hạt Vas, Hungary. Thị trấn này có diện tích 12,12 km², dân số năm 2010 là 1230 người, mật độ 101 người/km².